# Три конца
«Три конца» — роман русского писателя Дмитрия Мамина-Сибиряка, опубликованный в 1890 году.

## История создания и публикации
Роман «Три конца» публиковался в журнале «Русская мысль», в книгах 5—9 за 1890 год.
Сам Мамин-Сибиряк следующим образом объяснял название своего произведения: три конца («конец» в данном случае применяется в устаревшем значении «района» города) — это кержацкий (кержаками на уральских заводах именовали раскольников), хохлацкий (украинский) и туляцкий (выходцы из Тулы), которые сошлись на описываемом в романе заводе, постепенно сближаясь друг с другом.
Работать над «Тремя концами» писатель начал в самом начале 1887 года и писал с большими перерывами. К осени того же года была готова половина задуманного произведения. Лишь спустя два года Мамин-Сибиряк возобновил свою работу над ним. В феврале 1890 года он отправил Виктору Гольцеву, редактору «Русской мысли», первую половину романа. Тот оказывал давление на автора, желая подсократить присланную часть. Мамин-Сибиряк пошёл на некоторые уступки, но резко противился каким-либо сокращениям, он утверждал, что взятую им необъятную тему он и так уже как мог сжимал при написании романа. Тем не менее это давление сказалось при создании последней части «Трёх концов», которая вышла несколько конспективной.
В жанровом отношении Мамин-Сибиряк определил «Три конца» как «уральскую летопись», утверждая, что литературная критика топчется на одних и тех же формах (роман, повесть и т. д.), в то время как жизнь порождает новые формы выражения, не вписывающиеся в стандартные рамки.
В описанных в романе объектах угадываются существовавшие в реальности нижне-тагильские заводы и местности: Ключевский — это на самом деле Висимо-Шайтанский завод, Мурмосский — Нижнетагильский завод, а Самосадка — Усть-Утка, деревня на берегу Чусовой.
Мамин-Сибиряк посвятил свой роман Марии Алексеевой, своей первой супруге. Однако при издании «Трёх концов» в 1895 году это посвящение к тому времени уже бывшей жене было снято.

## Критика
Выход романа вызвал ряд откликов в прессе. И. Г. Остроумов в своей рецензии на страницах газеты «Екатеринбургская неделя» отмечал правдоподобность описываемых в романе реалий:
«Уральская летопись» даёт яркую и вполне верную характеристику горнозаводного дела на Урале, всё написанное автором... не только вполне похоже на то, что было на Урале в описываемое время, но и в достаточной мере знакомит и с тем, что есть и теперь
Критик Ангел Богданович в журнале «Мир божий» в 1895 году назвал «Три конца» лучшим произведением Мамина-Сибиряка. А. Налимов в журнале «Образование» отмечал близость автора романа к «мастеровым и горнозаводским крестьянам», о которой свидетельствовал реализм в их изображении.